# Gagnef
Gagnef est une localité de la commune de Gagnef dans le comté de Dalécarlie, en Suède. La localité n'est plus le chef-lieu de la commune, ce rôle ayant été repris par Djurås.

## Personnalités
- Ottilia Adelborg y vécut de nombreuses années et y ouvrit une école de dentellerie et un musée d'artisanat.